# C. G. Boerner
C. G. Boerner ist eine deutsche Kunsthandlung, spezialisiert auf Handzeichnungen und Graphik.

## Geschichte

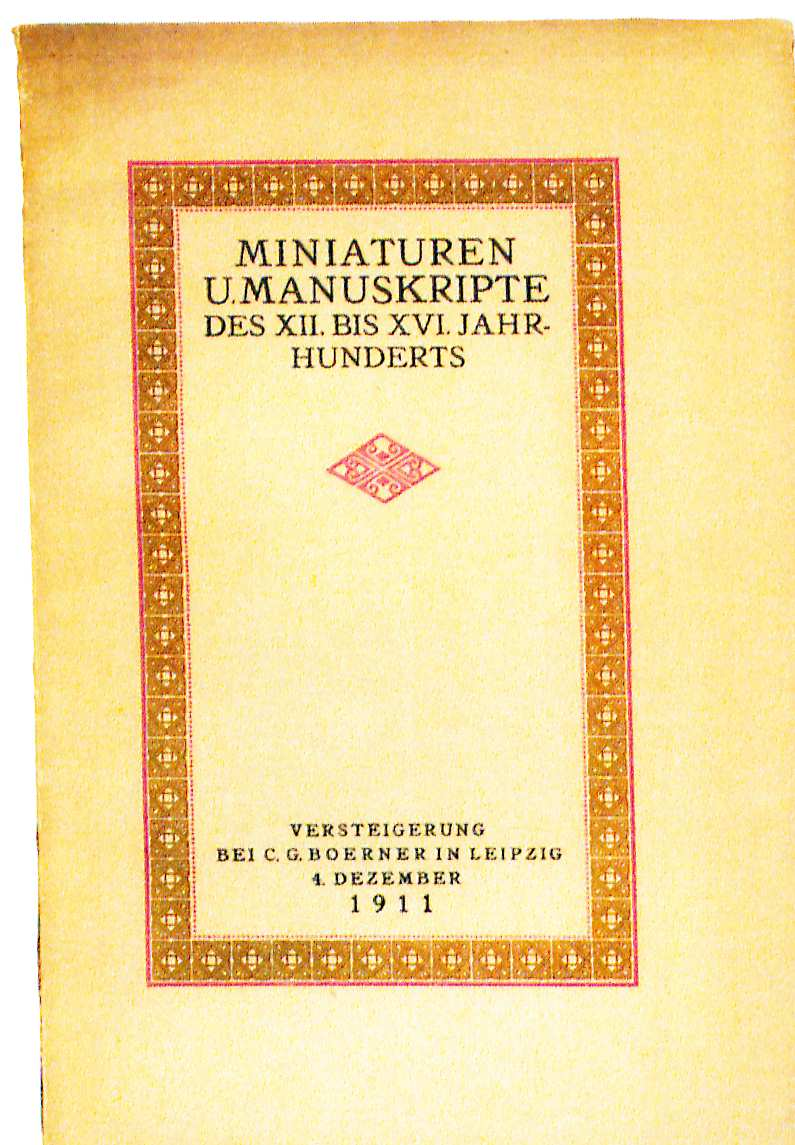
C. G. Boerner, Auktionskatalog 1911

Am 8. November 1826 gründete der Maler Carl Gustav Boerner (1790–1855) auf Anregung und mit Unterstützung seines Freundes, des Kaufmanns und Sammlers Heinrich Wilhelm Campe (1771–1862), in Leipzig ein Kunstantiquariat, das auf Handzeichnungen und Graphik spezialisiert war. 1827 versandte er seine erste Lagerliste; zu den Kunden gehörte auch Goethe. Er handelte mit damals „zeitgenössischer“ Kunst, Werken der Romantiker und Nazarener, aber auch mit älteren Werken. 1860 übernahm sein Sohn Paul Erwin Boerner (* 1836; † 1. Mai 1880) die Leitung der Firma. Er gliederte 1871 nach dem Tode von Andreas Andresen die ebenfalls auf Papierarbeiten spezialisierte Firma Rudolph Weigel’s Kunst- und Buchhandlung an und baute C. G. Boerner zum führenden Kunstantiquariat in Deutschland aus. Insbesondere fanden nun Auktionen statt. Nach dem Tod von Paul Erwin Boerner 1880 ging die Firma auf seine Witwe Rosa, geb. Bretschneider, über, die Johannes Georg Hermann Arnold († 22. August 1899) Prokura erteilte, dieser war ab 1896 Teilhaber der Firma. 1899 übernahm der Sohn Hans Boerner (* 6. März 1877 in Leipzig; † 18. März 1947 ebenda) die Firma, Albert Hermann Arnold wurde Prokurist. 1903 gründete er mit dem Wiener Antiquar Gustav Nebehay das vom Graphikantiquariat unabhängige Buchantiquariat C. G. Boerner, die Zusammenarbeit zerbrach 1924, das Buchantiquariat wurde aufgegeben. 1912 zog die Firma in neue Geschäftsräume in der Universitätsstraße 26. Seit 1919 war Eduard Trautscholdt (* 13. Januar 1893; † 28. September 1976) Mitarbeiter der Firma, 1921 erhielt er Prokura. 1929 trat Wolfgang Boerner (* 1904 in Dresden; † 1945 in Frankfurt/Oder). in die Firma ein. Im Zuge der Arisierung wurde 1938 die von Hans Wertheim (1897–1938) aus der Familie Wertheim gegründete Firma Bibliographikon in Berlin erworben. Die letzte Auktion, die 207., fand vom 30. März bis 1. April 1943 statt. Am 4. Dezember 1943 wurden die Geschichtsräume (Universitätsstraße 26) ebenso wie das Privathaus von Hans Boerner (Hillerstraße 3) bei einem Luftangriff zerstört.
Nach Hans Boerners Tod 1947 übernahm Eduard Trautscholdt die Firma, die er 1950 in Düsseldorf (Kasernenstraße 13), wohin er auch die der Kriegszerstörung entgangenen Teile der Bibliothek und des Archivs gebracht hatte, als C. G. Boerner GmbH wieder eröffnen konnte. Seit 1947 arbeite Ruth-Maria Muthmann (1927–2021) in der Firma, die sie ab 1973 leitete. Nach dem Krieg fanden keine Auktionen mehr statt. Von 1967 bis zu ihrem Ruhestand 2004 arbeitete die Kunsthistorikerin und Zeichnungsspezialistin Marianne Küffner (1934–2024) im Unternehmen. 1984 wurde eine Filiale in New York eröffnet. 1995 erwarb die Londoner Kunsthandlung Artemis Fine Arts C. G. Boerner, 2005 wurde das Unternehmen jedoch wieder eigenständig mit den Standorten Düsseldorf und New York.